# Cadwell Park
O Cadwell Park é um autódromo localizado em Lincolnshire, Inglaterra, no Reino Unido, possui 3,477 km de extensão. O circuito foi construído em 1934 com uma pista de aproximadamente 1,2 km, foi pavimentada em 1938, passou por reformas em 1953 quando a pista ficou com 2,1 km, em 1962 passou a ter 3.62 km, passou por uma reforma em 2004 quando ganhou o traçado atual.